# Солодкий, Алексей Николаевич
Алексей Николаевич Солодкий (18 марта 1937, Брянская область — 9 мая 2018, Одесса) — советский футболист, защитник. Мастер спорта СССР.

## Биография
Родился в 1937 году в Брянской области. Обучался в железнодорожном училище, входил в состав молодежной сборной города по футболу. Работал слесарем по ремонту вагонов в Алексине. Затем стал выступать за команду соседнего военного завода. Армейскую службу начал проходить на Северном флоте. Выступал за команду пограничников на первенство РСФСР «Динамо» Анапа. С 1961 года стал работать на янтарном комбинате в посёлке Янтарный Калининградской области. В составе заводской команды выиграл зимнее первенство области и был приглашён в калининградскую «Балтику». В 1963 году сначала согласился на переход в донецкий «Шахтёр», но после приглашения от «Черноморца» в июне оказался в одесском клубе. В 1968 году перешёл в «Кривбасс», где завершил карьеру в 1970 году.
Работал в Одессе на заводе «Полиграфмаш» слесарем, мастером гальванического участка, начальником цеха металлопокрытий, начальником цеха металлоконструкций.
Скончался в мае 2018 года.